# Мобільний зв'язок в Україні
1 липня 1993 року вважається датою, коли в Україні було запроваджено мобільний зв'язок і здійснено перший дзвінок з мобільного телефону. Першою компанією на ринку мобільного зв'язку стала компанія «UMC» (Ukrainian Mobile Communications — Український мобільний зв'язок, тепер — «Vodafone Україна»).
Регулятором українського ринку телекомунікацій є Національна комісія, що здійснює державне регулювання у сферах електронних комунікацій, радіочастотного спектра та надання послуг поштового зв’язку (НКЕК).

## Технології
Станом на 2015 рік, більшість абонентів в Україні обслуговувалися стандартом GSM, що належить до другого покоління мобільного зв'язку (2G). На той час Україна була чи не єдиною у Європі країною у якій не був повноцінно запущений зв'язок третього покоління.
23 лютого 2015 НКРЗІ провела тендер, за результатами якого усі три основні мобільні оператори в Україні (Київстар, life:) та МТС Україна) отримали ліцензії на надання послуг у стандарті UMTS. За умовами тендеру оператори зобов'язуються протягом 18 місяців після проведення конкурсу запустити мережу третього покоління на території всіх обласних центрів України, а протягом 6 років — на території всіх районних центрів і всіх населених пунктів з населенням понад 10 тисяч осіб.
Станом на серпень 2016 року, кількість користувачів стандарту UMTS (3G) сягнула 15 млн абонентів (приблизно четверта частина від загальної к-сті). 3G-мережі операторів охоплювали території на якій проживали понад 40 % населення країни. За оцінками експертів, поява в Україні зв'язку 3G відбулася приблизно із десятирічним запізненням, а четверте покоління мобільного інтернету, в разі запуску у 2018 році, «затримається» в середньому на п'ять років у порівнянні із рештою світу.
Ліцензії 4G (LTE) на частотах 2600 та 1800 МГц були продані Київстару, lifecell та Vodafone Україна 31 січня та 6 березня 2018 року відповідно. Попередній запуск 4G у діапазоні 2600 МГц відбувся у квітні 2018 року. «Великий» запуск 4G в діапазоні 1800 МГц запланований на липень 2018 року.
17 травня 2019 року, у всесвітній день радіозв'язку, Петро Порошенко підписав Указ «Про забезпечення умов для впровадження системи рухомого (мобільного) зв'язку п'ятого покоління», який чітко визначить графік запуску 5G у 2020 році в Україні.

## Послуга перенесення телефонних номерів (MNP)
Послуга перенесення абонентського номера (англ. Mobile Number Portability, MNP) була додана до переліку телекомунікаційних послуг змінами до закону "Про телекомунікації" від 1 липня 2010 року. Вперше НКРЗІ планувала запровадити послугу перенесення телефонних номерів, яка дозволяє абонентам змінювати оператора та отримувати телекомунікаційні послуги зі збереженням власного номера, ще у 2013 році, однак це впровадження постійно відкладалося зокрема через претензії мобільних операторів. Впровадження відбулося 1 травня 2019 року.

## Доступність
Загалом, в Україні налічується понад 50 мільйонів абонентів мобільного зв'язку при населенні близько 42 млн осіб, згідно з даними за 2019 рік. Тобто у багатьох українців є кілька карток мобільних операторів. Лідерами покриття мобільної мережі є Київстар, Vodafone та Lifecell. На них припадає 26,4 млн, 19,8 млн та 6,9 млн користувачів відповідно. Спільною рисою всіх трьох компаній є значна частка іноземних капіталовкладень. Це пов'язано з тим, що сама природа ринкового сектора вимагає масштабних інвестицій, які не можуть бути забезпечені українськими учасниками ринку. Будучи національними лідерами у сфері покриття 3G, усі троє взяли на себе надання 4G-зв'язку. Загальною негативною рисою на ринку є нерівномірне покриття або відсутність його у сільській місцевості.
Покриття мобільної мережі в Україні ширше, ніж покриття фіксованого доступу до Інтернету. В той час як покриття мобільною мережею існує практично у всіх містах, селищах і селах, великі Інтернет-провайдери зазвичай не проникають глибше районних центрів. У всіх великих містах є мобільний зв'язок 4G, але станом на травень 2020 року в метро не було швидкісного мобільного інтернету.
Згідно з дослідженням, проведеним провайдером Cable.co.uk 3 лютого та 25 лютого 2020 року, що аналізує доступність Інтернету в 228 країнах світу, мобільний інтернет в Україні найдешевший у Європі і 5-й за доступністю в світі.

## Основні тенденції
На січень 2019 року українські користувачі мали 53,934 млн активних SIM-карт, що на 1,78 млн менше кількості використовуваних SIM-карт станом на січень 2018 року. У той же час населення України в 2019 році становить приблизно 42 мільйони осіб, без урахування мешканців непідконтрольних уряду територіях, що становить 1,28 SIM-карти на одного громадянина. Це можна пояснити зростаючою популярністю телефонів з двома SIM-картами.
Однією з важливих недавніх подій в телекомунікаційній галузі України став запуск 4G Інтернету. Офіційно запущені Указом Президента України в 2015 році, роботи з впровадження технології 4G остаточно почали втілюватися в практичні кроки тільки в кінці 2018 року — навесні і влітку того ж року «Київстар», Lifecell і Vodafone запустили 4G у великих містах. До травня 2020 року 4g-зв'язок вже охопив практично всі українські населені пункти, але його немає ні в метро, ні на міжміських маршрутах.
Станом на 2017 рік 32 % доходів компаній мобільних мереж припадало на надання доступу в Інтернет, включаючи 3G. Це було всього на 2 % менше, ніж виручка від голосових дзвінків, що продемонструвало цілком однозначне зрушення у потребах ринку. Раніше ринок мобільних мереж був диверсифікованіший, оскільки був представлений як великим числом гравців, так і різноманітнішими індивідуальними пакетами послуг. Загальна тенденція полягає в тому, що компанії мобільних мереж раніше робили ставку на забезпечення якісніших або диверсифікованіших умов, ніж їхні конкуренти, але пакетні пропозиції зазнали значної уніфікації, тож провайдери мобільних мереж роблять ставку на те, щоб зробити свою продукцію доступнішою.
Досить вагомою тенденцією на українському телекомунікаційному ринку є популяризація мобільного банкінгу. Усі великі українські банки, включаючи Приватбанк, Альфа-банк, Укрсиббанк та Райффайзен Банк Аваль, мають платформи для онлайн-банкінгу. Вважається, що 47 % користувачів смартфонів в Україні регулярно користуються послугами мобільного банкінгу.
Цифровізація українського суспільства, а відповідно потреба у мобільному зв'язку та мобільному інтернеті зокрема, різко зросла через пандемію коронавірусу в 2020 році. До 2022 року в Україні діяли 32 тисячі станцій мобільного зв'язку.
Під час широкого вторгнення Росії в Україну мобільні мережі опинилися під великим навантаженням. У західних областях, куди вирушило багато переселенців, часто спостерігалися перебої в роботі магістральних та мобільних мереж, які не були пристосовані до великої кількості користувачів. З 10 жовтня, коли росіяни почали завдавати ударів по енергетичній інфраструктурі, зв'язківці зіткнулися з нестачею електроенергії для станцій мобільних операторів. Місцями зв'язок зник чи відбувався з перебоями, позаяк станції живилися від акумуляторів (у середньому близько 4 годин) і потребували часу на зарядження (до доби). Тимчасові відімкнення електричного живлення не дозволяли зарядити акумулятори цілком. 7% станцій живилися від генераторів. Задля заощадження енергії оператори стали вимикати антени 4G і 3G. Це зумовило таке становище, коли мобільного зв'язку вистачало для здійснення дзвінків, але не для доступу до інтернету. Оператори запровадили внутрішній роумінг, за якого користувачі одних мереж могли підмикатися до інших. Зросли ціни послуг мобільного зв'язку.
Станом на початок 2023 року в Україні працювало близько 90% мобільних мереж, однак, у Луганський області зв'язок від українських мобільних операторів був відсутній. Про це в ефірі національного телемарафону повідомив начальник відділу координації використання цифрової інфраструктури директорату розвитку цифрової інфраструктури Міністерства цифрової трансформації України Тарас Стеценко. Мережі зазнавали регулярних кібератак, найбільшою з яких стала атака 12 грудня 2023 року, внаслідок якої на два дні припинив роботу оператор «Київстар».

## Доходи від мобільного зв'язку
За підсумками першого кварталу 2020 року, операційний дохід від мобільного зв'язку у «Київстар» склав 5,53 млрд грн, на 16,1 % більше, порівняно з першим кварталом 2019 року. Понад половина цієї суми припала на доходи від послуг мобільного інтернету: на 22,4 % більше за той же період минулого року.
Виручка «Vodafone Україна» в січні-березні 2020 року досягла 4,39 млрд грн — на 28 % більше, ніж за аналогічний період минулого року. Таким чином, Vodafone продемонстрував найвищу на ринку динаміку збільшення доходу, пов'язану зі зростанням споживання дата-послуг і збільшенням доходів від торговельної діяльності власної роздрібної мережі.
У lifecell дохід склав 1,58 млрд грн, підвищившись на 11,6 %, що також пояснюється зростанням попиту на мобільний інтернет.

## Оператори
Основними операторами є Київстар, Vodafone Україна та lifecell, які разом займають понад 97 % ринку мобільного зв'язку в Україні.
| # | Оператор           | Технології                  | К-сть абонентів, млн  | Власники |
| - | ------------------ | --------------------------- | --------------------- | --- |
| 1 | Київстар           | GSM, GPRS, EDGE, UMTS, LTE  | ▲ 26,3 (липень 2019)  | Єдиний акціонер ПрАТ «Київстар» – міжнародна телекомунікаційна група компаній VEON, штаб-квартира якої знаходиться в Королівстві Нідерландів. Акціями VEON торгують на фондових біржах США та Євросоюзу, а серед власників акцій – тисячі осіб, у тому числі великі інвестиційні фонди США, Великої Британії, Італії, такі як Exor NV, Shah Capital, Prosperity Capital, Kopernik Global Investors та ін. Жоден акціонер не має мажоритарного пакету акцій та не здійснює вирішального впливу на діяльність групи VEON і, відповідно, на діяльність Київстар. В лютому 2022 року групою VEON були виключені зі складу Ради директорів особи, які потрапили під санкції ЄС, їх фінансові активи заморожені, а самі вони не беруть жодної участі або не мають впливу на управління групою VEON. |
| 2 | Vodafone Україна   | GSM, GPRS, EDGE, UMTS, LTE  | ▼ 19,6 (квітень 2019) | 100 % Bakcell ( Азербайджан) (кінцевий бенефеціар NEQSOL Holding - Насіб Гасанов ( Азербайджан) ) |
| 3 | lifecell           | GSM, GPRS, EDGE, UMTS, LTE  | ▼ 6,9 (квітень 2019)  | 100 % DVL Telecom ( Україна) Кінцеві бенефеціари: 85 % ( Франція) NJJ Capital 10 % ( Україна/ США) Horizon Capital 5 % ( Україна) Михайло Шелемба |
| 4 | 3Mob               | WCDMA GSM, GPRS, EDGE, UMTS | ▼? 0,25 (2018)        | 100 % Укртелеком — кінцевий бенефеціар Рінат Ахметов ( Україна) |
| 5 | LycaMobile Україна | WCDMA GSM, GPRS, EDGE, UMTS | ▲?                    | 100 % Лайкафлекс ( Люксембург) — кінцевий бенефеціар Аліраджа Субашкаран ( Велика Британія/ Шрі-Ланка) |
| 6 | Інтертелеком       | CDMA                        | ▼?                    | 49 % Odinaco Ltd ( Кіпр), 35,7 % Віктор Гушан ( Росія/ Молдова) |

## Графіки

Динаміка приросту абонентів GSM-операторів України (1995–2003)
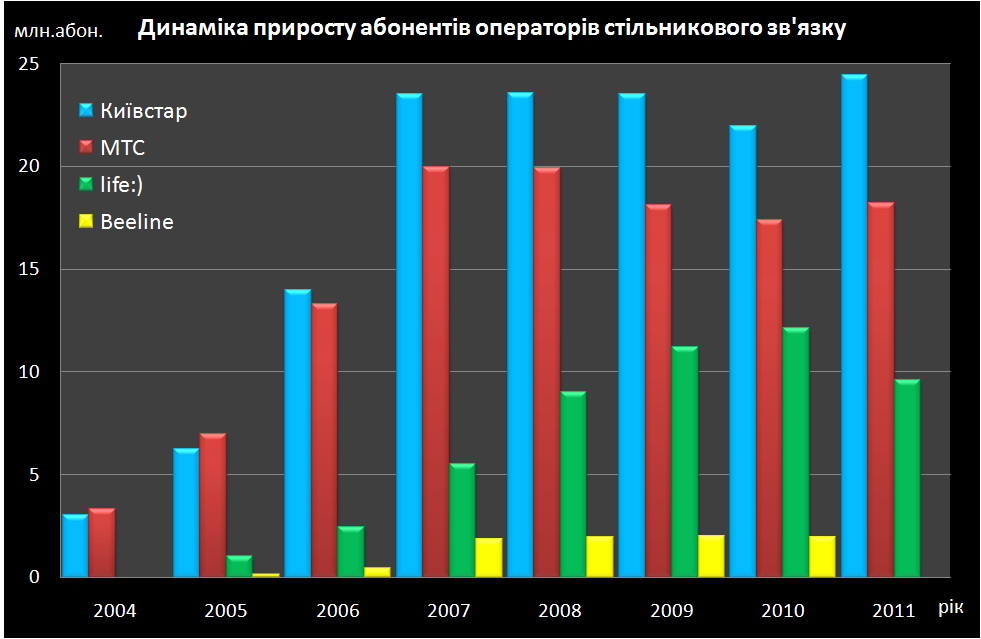
Динаміка приросту абонентів GSM-операторів України (2004–2011)